# Erholungsökologie
Erholungsökologie ist ein Forschungs- und Arbeitsfeld, dass sich mit den ökologischen Auswirkungen von Erholung befasst. Dabei geht es vor allem um die Auswirkungen von Erholungsktivitäten wie Wandern, Radfahren und Mountainbiking, Kanufahren, Klettern in der freien Landschaft auf wildlebende Tier- und Pflanzenarten. Ein typisches Forschungsfeld sind etwa Einflüsse von Besuchern auf die zu schützende Natur in Schutzgebieten wie Nationalparks. Neben Störungen scheuer und empfindlicher Wildtierarten geht es zum Beispiel um Trittschäden durch Besucher in empfindlicher Vegetation (mit anschließender Bodenerosion).
Die ökologischen Auswirkungen von Erholungsaktivitäten werden, abgesehen von Einzelstudien, in Deutschland seit etwa 35 Jahren thematisiert. Im anglo-amerikanischen Raum werden solche Auswirkungen im Rahmen der recreation ecology bereits seit den 1960er Jahren untersucht. In deutschsprachigen Publikationen wird dieser Ausdruck oft unübersetzt stehengelassen, teilweise aber auch als Erholungsökologie eingedeutscht.
Die Erholungsökologie befasst sich im Sinne einer spezialisierten Ökosystemforschung mit den unterschiedlichsten Auswirkungen von Erholungsnutzungen auf das Ökosystem (Garthe 2019). In einem weiteren Verständnis kann recreation ecology aufgefasst werden, als die Untersuchung der ökologischen Zusammenhänge zwischen Menschen und der Umwelt im Kontext von Erholung und Tourismus. Ein Forschungsansatz besteht darin, die Tragfähigkeit von natürlichen Lebensräumen für Besucher abzuschätzen, um Schwellenwerte festzulegen.